# Parevania ortegae
Parevania ortegae är en stekelart som beskrevs av Ceballos 1966. Parevania ortegae ingår i släktet Parevania och familjen hungersteklar. Inga underarter finns listade i Catalogue of Life.